# Меннер, Владимир Васильевич
Владимир Васильевич Ме́ннер (11 [24] ноября 1905, Шацк, Тамбовская губерния — 6 января 1989, Москва) — советский учёный-геолог, палеонтолог и стратиграф, доктор геолого-минералогических наук, академик АН СССР (1966). Почётный член Всесоюзного палеонтологического общества (с 1970) и Московского общества испытателей природы (с 1975).

## Биография
Родился 11 (24) ноября 1905 года в городе Шацк Тамбовской губернии (ныне Рязанской области). Из российских немцев, мать Ольга Ивановна (род. 1883).
В 1927 году окончил естественное отделение физико-математического факультета МГУ. В этом же году опубликовал свою первую работу по стратиграфии палеогеновых отложений.
В 1925—1930 годах, ещё со студенческих лет, участвовал в Крымской геологической экспедиции.
В 1927—1929 работал в Московском отделении Геологического комитета СССР и учился в аспирантуре.
Преподавательскую деятельность начал с 1929 года в Московской горной академии.
С 1930 года работал в Московском геологоразведочном институте (МГРИ).
В 1934 и 1935 годах последовательно присвоены степени кандидата биологических и геолого-минералогических наук без защиты.
С 1934 года работал в Геологическом институте АН СССР. В 1934—1937 годах, также, научный сотрудник, учёный секретарь Палеозоологического института АН СССР.
В 1940 году возглавил Отдел стратиграфии реорганизованного Института геологических наук АН СССР.
В 1943—1950 годы заместитель начальника по научной части в Северной (позднее Полярно-Уральской) экспедиции в Сыктывкаре.
После Августовской сессии ВАСХНИЛ (1948 года) начал внедрять идеи Лысенко в биостратиграфию. Считал ошибочным возможность использования в СССР мировых эталонных стратиграфических шкал.
В 1961—1974 годах — заместитель директора ГИН АН СССР по научным вопросам.
С 1966 года заведующий кафедрой палеонтологии геологического факультета МГУ.
18 апреля 1966 года был избран академиком АН СССР по отделению Наук о Земле.
В 1968 году на 23 сессии Международного геологического конгресса в Праге был избран Президентом Международной стратиграфической комиссии.
В. В. Меннер представлял СССР на Межправительственной конференции экспертов ЮНЕСКО по подготовке Международной программы геологической корреляции — МПГК (1971), и был Учредителем Международной подкомиссии по стратиграфии палеогена (1973).
Cкончался 6 января 1989 года в Москве, похоронен на Донском кладбище.

## Семья
Жена — Шорыгина, Лидия Дмитриевна (1906—[уточнить]) — геолог.
- Сын — Владимир (род. 1931) — геолог, палинолог[7].

Жена — Чеботарёва, Нина Степановна (1919—1992) — географ.
- Сын — Чеботарев Сергей, 1955 года рождения.

## Награды и премии
- 1945 — Орден «Знак Почёта» (1 августа 1945)
- 1950 — Премия имени С. М. Кирова, за участие в коллективной работе, посвящённой геологическому строению Приполярного Урала.[8]
- 1953 — Орден Трудового Красного Знамени
- 1971 — Орден Трудового Красного Знамени (20 июля 1971)
- 1973 — Медаль «Дружба», МНР
- 1975 — Орден Ленина, в связи с 250-летием Академии наук (октябрь, 1975).
- Золотая медаль имени А. П. Карпинского

## Членство в организациях
Почётный член:
- Французского геологического общества
- Лондонского геологического общества
- Индийского геологического общества
- Королевского философского общества Новой-Зеландии
- Канадского общества геологов нефтяников
- Венгерской академии наук
- Югославской академии наук

## Память

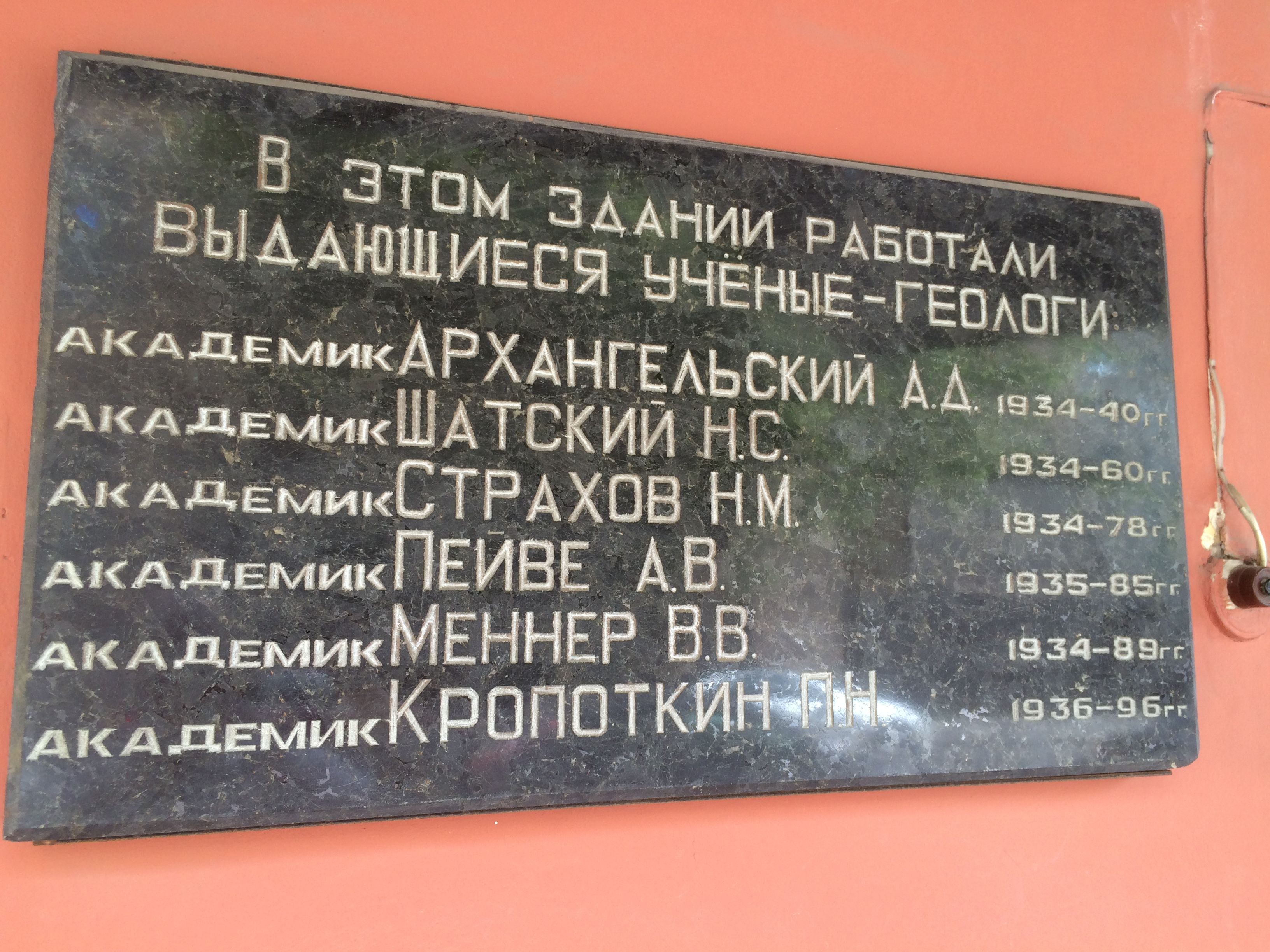
Имена академиков на здании ГИН в Москве

- Научные чтения в ГИН РАН, посвящённые 110-летию академика В. В. Меннера (9 декабря 2015 года).